# Gratte-terre

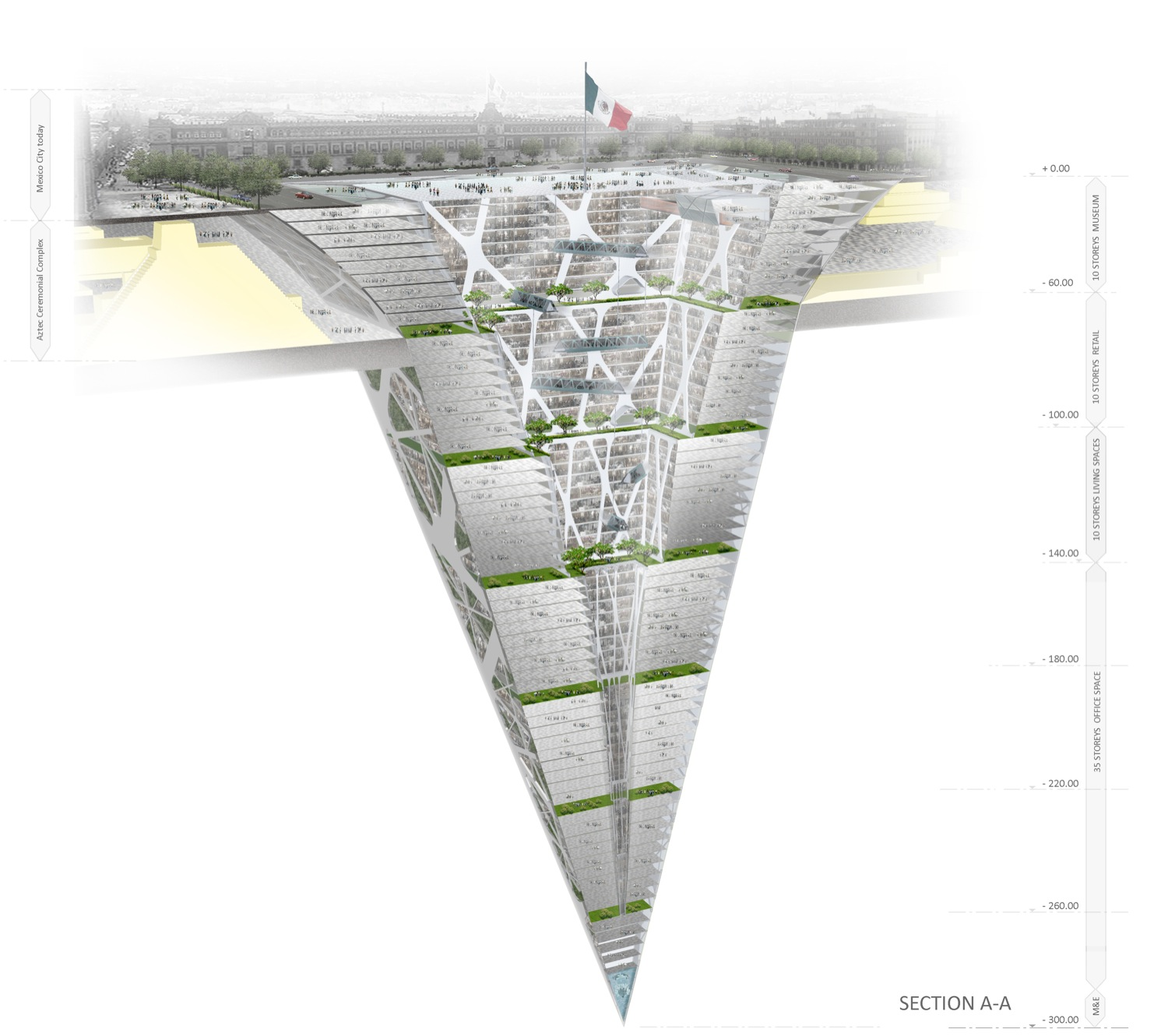
Concept de gratte-terre à Mexico, Mexique (2011)

Un gratte-terre est un bâtiment qui offre plusieurs étages d'espace permanent sous terre où les gens peuvent vivre : l'inverse des immeubles de grande hauteur. Bien que les humains construisent des structures souterraines depuis des siècles, ces habitations sont généralement appelées abris terrestres et ne comportent généralement qu'un ou deux étages au maximum,,. C'est le nombre ou la profondeur des étages souterrains qui distingue un gratte-terre.
Un gratte-terre peut avoir des côtés exposés, comme celui construit dans une carrière avec une exposition ouverte sur certains côtés à des fins d'éclairage ou de ventilation.

## Définition
Le terme « gratte-terre » a d'abord été appliqué aux bâtiments (imaginaires) pensés avec un espace habitable continu, mesuré en étages, sous le sol, bien qu'aucun nombre précis d'étages n'ait été appliqué[réf. nécessaire]. Le mot ne fait pas référence, ni ne compte, les fondations très profondes qui sont souvent requises des gratte-ciel afin d'ancrer et d'équilibrer des structures aussi hautes, comme la tour de Shanghai qui a des fondations de 85,95m de profondeur.[pertinence contestée] Les garages de stationnement profonds, les bunkers défensifs, les abris ou les bâtiments autres que des structures habitables conçus dans le même but qu'un gratte-ciel ne sont pas considérés comme des gratte-terres[réf. nécessaire].

## Histoire
Le premier gratte-terre à avoir été proposé puis achevé est l'InterContinental Shanghai Wonderland. Cette propriété a été dévoilée pour la première fois en 2013, a connu d'importants retards au départ en raison de la nature novatrice de sa construction, mais a finalement été achevée en 2018. Cet hôtel gratte-ciel compte 16 étages souterrains et deux étages supplémentaires en surface, soit 18 étages au total. Cette conception offre aux promoteurs la possibilité de transformer des terrains inutilisés, tels qu'une ancienne carrière abandonnée, et d'en faire une utilisation fonctionnelle.
Les gratte-terre sont le plus souvent pensés comme un moyen de faire face aux problèmes d'urbanisme (surpopulation). Historiquement, la notion de « construction en hauteur » était considérée comme la solution lorsque l'espace était rare et précieux, cependant des externalités de voisinage telles qu'un grand bâtiment projetant de l'ombre sur d'autres propriétés déjà existantes surviennent, des problèmes qui peuvent ne pas apparaître avec un gratte-terre,.
Un gratte-terre de 65 étages de profondeur a été proposé en 2011 pour la place centrale de Mexico, «Zócalo», bien que le projet soit rapidement annulé peu de temps après.

## Impact environnemental comparé aux gratte-ciels
Les gratte-terres sont proposés comme moyen de faire face aux effets du changement climatique et de rendre la vie humaine moins nocive pour l'environnement extérieur. Cela peut être différent pour les gratte-ciels, dont certains critiques prétendent qu’ils ne sont pas bons pour l’environnement ou pour le changement climatique.[pertinence contestée] Parmi les raisons pour lesquelles les gratte-terres sont considérés comme une meilleure option pour les habitations humaines à grande échelle dans des environnements urbains par rapport aux gratte-ciels, on citera le coût réduit du chauffage ou du refroidissement d'une grande structure construite principalement sous terre. De plus, la quantité d’acier nécessaire à un gratte-ciel est énorme car il doit supporter son propre poids, ce qu’un gratte-terre n’a pas besoin de faire. Bien qu'un gratte-terre nécessite encore de grandes quantités d'acier et de béton, il bénéficie également du soutien de la terre environnante sur laquelle les murs extérieurs et la charpente peuvent reposer.